# Fiji Hindi
Fiji Hindi este o limbă indo-ariană care este limbă maternă pentru 313 de mii de persoane de origine indiană în Fiji.
Această limbă este foarte diferită de limba hindi standard vorbită în India și relația dintre cele două limbi se aseamănă cu cea dintre limba neerlandeză și limba afrikaans. Limba este compusă din dialecte Est hindi (Bhojpuri și Awadhi), cu numeroase cuvinte în engleză și Fiji. Este vorbită cu un (zbârnâit ??) Pacific.
În timpurile recente, ca urmare a revoltelor politice dinn Fiji, un număr mare de indieni din Fiji au migrat spre Australia, Noua Zeelandă, Statele Unite ale Americii și Canada, luând limba Fiji hindi cu ei.